# Philemon der Ältere

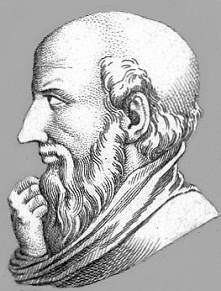
Porträt des Philemon. Kupferstich von Theodor Galle.

Philemon der Ältere oder Philemon von Syrakus * 361 v. Chr. in Syrakus; † 263 v. Chr. in Athen, Sohn des Damon aus Syrakus, war ein antiker griechischer Komödiendichter der Neuen Komödie und Vater Philemons des Jüngeren. Von seinen 97 Werken sind 57 Titel und Fragmente bekannt.

## Leben
Philemon kam gegen 330 v. Chr. nach Athen wurde vor 307/6 v. Chr. athenischer Bürger. Er schrieb Theaterstücke in Athen und war neben Menander einer der berühmtesten Repräsentanten der Neuen Komödie. Der Legende nach lachte er sich im Alter von 97 Jahren über einen Esel, der einen Korb Feigen ausfraß, zu Tode.